# Odilia Lissner
Odilia Lissner (geboren 1950) ist eine deutsche Juristin. Sie war Leiterin der Frauenvollzugsanstalt Frankfurt am Main, Richterin am Landgericht Frankfurt am Main und am Oberlandesgericht Frankfurt am Main bis zur Verabschiedung in den Ruhestand 2015 und ist Mitglied am Staatsgerichtshof des Landes Hessen.

## Leben
Lissner studierte Rechtswissenschaft. Am 10. August 1989 übernahm Lissner die Leitung der Justizvollzugsanstalt Frankfurt am Main III für Frauen.
Später war Lissner Richterin am Landgericht Frankfurt am Main und am Oberlandesgericht Frankfurt am Main. Im Februar 2015 wurde sie in den Ruhestand verabschiedet.
Am 2. April 2019 wurde Lissner auf Vorschlag der Fraktion von Bündnis 90/Die Grünen vom Hessischen Landtag für die Dauer der Legislaturperiode zum stellvertretenden nicht richterlichen Mitglied am Staatsgerichtshof des Landes Hessen gewählt.
Lissner ist Mitglied des Vorstands der Stiftung Citoyen, deren erklärtes Ziel es ist, „Gemeinsinn und bürgerschaftliches Engagement im Rhein-Main-Gebiet zu stärken“.

## Veröffentlichungen
- mit Jörg Claude, Heinz Fromm, Rainer Hamm, Winfried Hassemer, Eberhard Kempf, Klaus Lüderssen, Regina Michalke, Christoph Schaefer, Jochen Schroers, Brigitte Tilmann, Claus-Michael Ullrich, Kristiane Weber-Hassemer: Thesen des Frankfurter Arbeitskreises Strafrecht. Zur Überforderung und zur ›Verbilligung‹ der Strafjustiz. In: Neue Kriminalpolitik. Band 9, Nr. 4, 1997, S. 20–23 (nomos-elibrary.de [PDF]).
- Strafrestaussetzung. In: Heinz Cornel, Gabriele Kawamura-Reindl, Bernd-Rüdeger Sonnen (Hrsg.): Handbuch der Resozialisierung. 2. Auflage. Nomos, Baden-Baden 2003, ISBN 978-3-8329-0159-2, S. 307–320. Inhaltsverzeichnis. (d-nb.info). In der 4. überarbeiteten Auflage von 2018 ist der Artikel von Lissner nicht mehr enthalten.
- mit Reinhard Müller-Metz: Stellungnahme zum Gesetzentwurf der Fraktion der FDP für ein Hessisches Jugendstrafvollzugsgesetz vom 4. September 2007. 2007, abgerufen am 4. Oktober 2021.